# Наглядівка
Наглядівка — село в Україні, у Компаніївській селищній громаді Кропивницького району Кіровоградської області. Населення становить 142 осіб. До 2020 орган місцевого самоврядування — Петрівська сільська рада.

## Населення
Згідно з переписом УРСР 1989 року чисельність наявного населення села становила 167 осіб, з яких 80 чоловіків та 87 жінок.
За переписом населення України 2001 року в селі мешкали 142 особи.

### Мова
Розподіл населення за рідною мовою за даними перепису 2001 року:
| Мова       | Відсоток |
| ---------- | -------- |
| українська | 95,07 %  |
| молдовська | 3,52 %   |
| російська  | 1,41 %   |